# Замкнене коло (фільм, 1978)
«Замкнене коло» (італ. Circuito chiuso) — італійський телевізійний кримінальний трилер 1978 року, поставлений режисером Джуліано Монтальдо. Прем'єра стрічки відбулася в лютому 1978 році на 28-му Берлінському міжнародному кінофестивалі, де вона брала участь в конкурсній програмі.

## Сюжет
В одному з римських кінотеатрів демонструється вестерн. Серед глядачів — бізнесмени та пенсіонери, коханці, що вибрали кінозал для місця своєї зустрічі та жінка зі своєю матір'ю, сім'ї з дітьми, самотні холостяки, студенти, учені. У момент кульмінації дії на екрані, де відбувається дуель, лунає постріл, ковбой стріляє, і — в цей момент один з глядачів виявляється убитим на місці. Сеанс зупиняють та викликають поліцію, яка перекриває всі виходи з кінотеатру. Слідчий починає допитувати усіх п'ятдесятьох глядачів, багато з яких щось приховують і тим самим накликають на себе підозру. Проте, це не дає відповіді на питання — хто вбивця. Знаходять лише дірку від кулі на екрані.
Щоб зрозуміти, що ж насправді сталося під час проклятого сеансу, усіх глядачів знову розсаджують по своїх місцях, просячи їх повторювати усі свої дії, які вони здійснювали під час першого перегляду фільму. У рокове крісло, на якому сидів убитий, сідає доброволець — один зі співробітників кінотеатру. Фільм запускають наново, повторюється та ж сцена стрільби, і… черговий труп у глядацькому кріслі. Незважаючи на мобілізацію місцевих детективів, пошуки вбивці ні до чого не призводять. Відпрацьовується багато версій цього злочину, включаючи містичну, запропоновану одним з глядачів, соціологом за професією.
Комісар поліції, невдоволений ходом розслідування, намагаючись довести, що нічого містичного в тому, що відбувається, немає, сам сідає на те саме місце, стрічку запускають втретє, і коли справа у фільмі доходить до дуелі, на екрані з'являються кадри, яких раніше не було — ковбой (Джуліано Джемма) наводить револьвер у комісара, той встає і, ухиляючись, починає бігати по залу, в той час, як герой вестерну направляє в його бік пістолет, намагаючись прицілитися і вистрілити. Врешті-решт він стріляє, вбиває комісара і викидає недопалок. Цей недопалок знаходять на підлозі глядацького залу кінотеатру.

## У ролях

Кадр з фільму

| • Флавіо Буччі        | … | соціолог            |
| • Аврора Клеман       | … | Габріелла           |
| • Тоні Кендалл        | … | Роберто Вінчі       |
| • Етторе Манні        | … | уповноважений       |
| • Бріціо Монтінаро    | … | комісар             |
| • Джуліано Джемма     | … | стрілець            |
| • Вільям Бергер       | … | другий стрілець     |
| • Альфредо Пеа        | … | гарсон              |
| • Габрієле Тоцці      | … | контролер           |
| • Лоріс Бадзоккі      | … | таємний агент       |
| • Аттіліо Дузе        | … | директор кінотеатру |
| • Джанні Ді Бенедетто | … | дідусь              |
| • Луїджі Уццо         | … | курець              |

- Аннабелла Андреолі
- Лучано Катеначчі
- Маттіа Сбраджа
- Джорджо Черонії
- Франко Бальдуччі
- Маріо Чеккі
- Гверріно Крівелло
- Мікаела Піньятеллі
- Франко Маццієрі
- Діна Сассолі
- Енцо Спітальєрі
- Лучано Россі
- Серджо Дорія
- Лаура Д'Анжело
- Марціо Онорато
- Кончіта Айрольді
- Буно Ді Джеронімо
- Дженнаріно Паппагаллі
- Анджела Серрейно
- Марія Пія Аттанасіо

## Знімальна група
- Автори сценарію — Нікола Бадалукко, Маріо Галло, Джуліано Монтальдо
- Режисер-постановник — Джуліано Монтальдо
- Продюсери — Маріо Галло, Енцо Джульолі
- Оператор — Джузеппе Пінорі
- Композитор — Еджісто Маккі
- Монтаж — Ольга Педріні
- Художник-постановник — Джорджо Луппі
- Художник по костюмах — Енріко Саббатіні

## Нагороди та номінації
| Список нагород та номінацій           | Список нагород та номінацій | Список нагород та номінацій | Список нагород та номінацій | Список нагород та номінацій | Список нагород та номінацій |
| Кінопремія                            | Дата церемонії              | Категорія                   | Номінант(и)                 | Результат                   |                             |
| ------------------------------------- | --------------------------- | --------------------------- | --------------------------- | --------------------------- | --------------------------- |
| Берлінський міжнародний кінофестиваль | 1978                        | Золотий ведмідь             | Замкнене коло               | Номінація                   |                             |